# Бартош Беднож
Бартош Беднож (пол. Bartosz Bednorz; нар. 25 липня 1994, Забже) — польський волейболіст, догравальник, гравець національної збірної Польщі та клубу ЗАКСА.

## Життєпис
Народився 25 липня 1994 року в Забжі.
Грав у польських клубах ШСМ ПСС (Спала, SMS PZPS Spała, 2010—2013), «АЗС Ченстохова» (2013—2014), «Індикполь АЗС Ольштин» (2014—2016), «Скра» (Белхатів, 2016—2018), італійському «Модена Воллей» (2018—2020). Від початку сезону 2020—2021 був гравцем клубу «Зеніт-Казань» (Татарстан, РФ).
Вдало зіграв у нападі в півфінальних поєдинках Ліги чемпіонів ЄКВ 2022—2023 проти італійського клубу «Сір Сафети» з Перуджі, що сприяло виходу команди до третього поспіль фіналу змагання.

### Досягнення
Збірна
- Переможець Євроліги 2015
- Бронзовий призер Ліги націй 2019

Клуби
- Переможець Ліги чемпіонів ЄКВ 2023
- Чемпіон Польщі 2018, 2023
- Володар Кубка Польщі 2023

Індивідуальні
- MVP Суперкубка Польщі 2017
- Кращий догравальник «Фіналу шести» Ліги націй 2019